# كاسبر أندرياس
كاسبر أندرياس هو كاتب سيناريو ومخرج وممثل سويدي، ولد في 28 سبتمبر 1972 في السويد.

## أعمال

### أفلام
- (2006) الأطفال الصغار[4]

### مسلسلات
- هاواي فايف أو

## وصلات خارجية
- كاسبر أندرياس على موقع IMDb (الإنجليزية)
- كاسبر أندرياس على موقع ألو سيني (الفرنسية)
- كاسبر أندرياس على موقع أول موفي (الإنجليزية)
- كاسبر أندرياس على موقع قاعدة بيانات الأفلام السويدية (السويدية)
- كاسبر أندرياس على موقع قاعدة بيانات الفيلم (الإنجليزية)
- كاسبر أندرياس على موقع كينوبويسك (الروسية)